# Лаврський провулок (Київ)
Ла́врський прову́лок — провулок у Печерському районі міста Києва, місцевість Печерськ. Пролягає від Лаврської вулиці до тупика.

## Історія
Провулок відомий з 30-х років XX століття під назвою провулок Цитадель-2. У 1940 році одержав назву Музейний (назву підтверджено 1944 року, постанову не виконано). У повоєнні роки фігурував як Новий. Сучасна назва — з 1955 року, від Києво-Печерської лаври, попід мурами якої проходить частина провулку.